# ヴァルモ
ヴァルモ（伊: Varmo）は、イタリア共和国フリウリ＝ヴェネツィア・ジュリア州ウーディネ県にある、人口約2,700人の基礎自治体（コムーネ）。

## 地理

### 位置・広がり

#### 隣接コムーネ
隣接するコムーネは以下の通り。括弧内のPNはポルデノーネ県、VEはヴェネツィア県所属を示す。
- ベルティオーロ
- カミーノ・アル・タリアメント
- コドローイポ
- モルサーノ・アル・タリアメント (PN)
- リヴィニャーノ・テオール
- ロンキス、
- サン・ミケーレ・アル・タリアメント (VE)

### 気候分類・地震分類
ヴァルモにおけるイタリアの気候分類 (it) および度日は、zona E, 2422 GGである。
また、イタリアの地震リスク階級 (it) では、zona 3 (sismicità bassa) に分類される。

## 行政

### 分離集落
ヴァルモには以下の分離集落（フラツィオーネ）がある。
- Belgrado, Canussio, Cornazzai, Gradiscutta, Madrisio, Romans, Roveredo, Santa Marizz